# Arsinoitheriidae

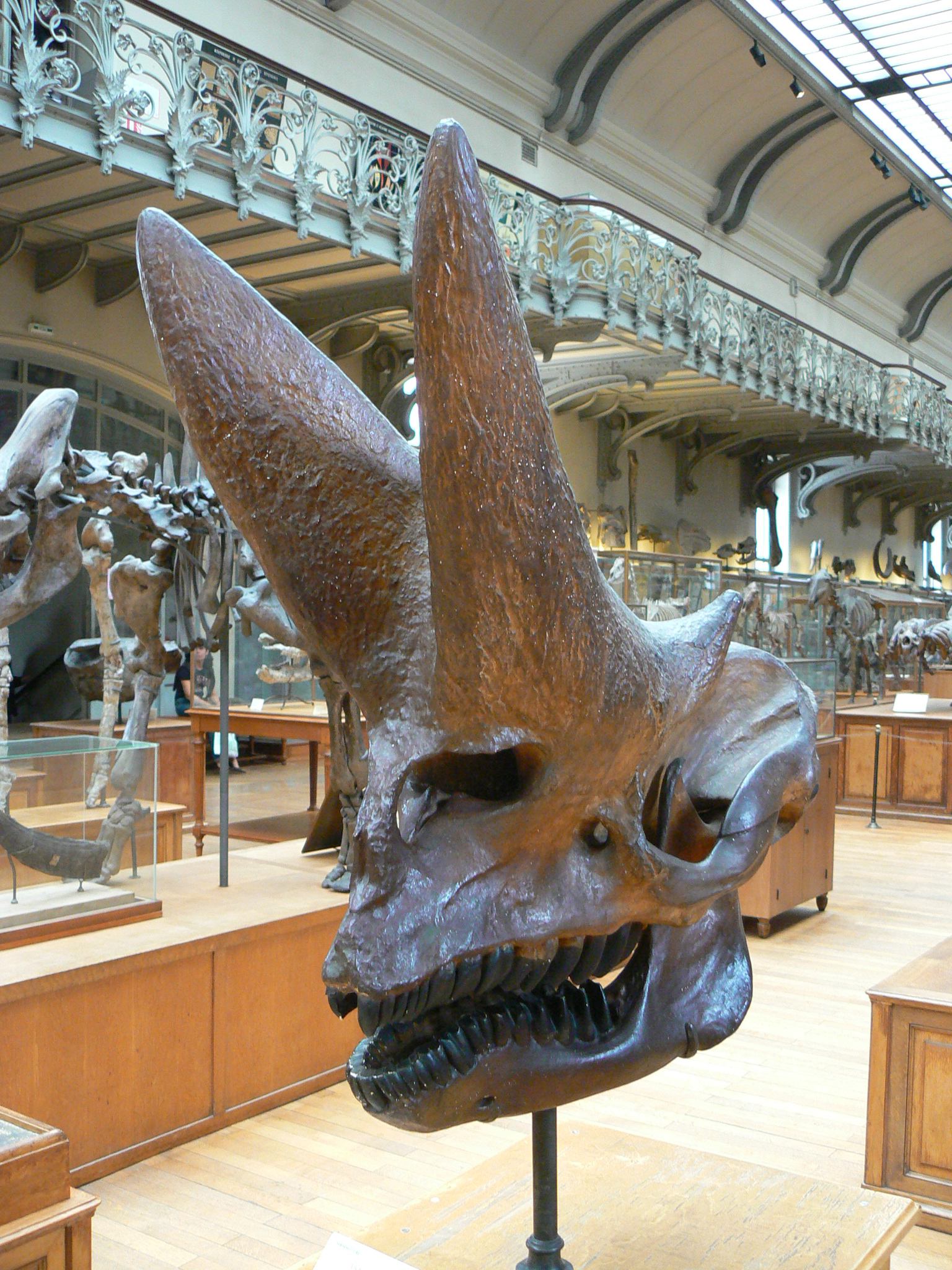
Czaszka Arsinoitherium zitteli

Arsinoitheriidae – rodzina wymarłych ssaków z rzędu embritopodów (Embrithopoda). Jej przedstawiciele występowali na terenie współczesnych: Afryki, Azji i Europy (Rumunia). Były to duże roślinożerne zwierzęta – największe z nich osiągały ponad dwa metry wysokości w kłębie. Mimo fizycznego podobieństwa do nosorożców bliższymi niż nieparzystokopytne krewnymi Arsinoitheriidae są desmostyle, góralki i słonie.
Najstarszymi znanymi skamieniałościami przedstawicieli Arsinoitheriidae są znalezione w Turcji zęby Palaeomasia ze środkowego eocenu. Najmłodszy geologicznie Arsinoitherium giganteum pochodzi z późnooligoceńskich osadów etiopskiego regionu Chilga, sprzed 28–27 mln lat.
Arsinoitheriidae została zaklasyfikowana przez Andrewsa w 1906 do podrzędu Barypoda (obecnie takson nieużywany), jednak badania Sena i Heintza (1979), Radulesco i Sudrego (1985) oraz Carrolla (1988) wykazały jej przynależność do embritopodów. Obecnie do rodziny tej zaliczane są rodzaje Arsinoitherium, Crivadiatherium, Hypsamasia, i Palaeomasia.
Nazwa rodziny pochodzi od rodzaju typowego, Arsinoitherium, którego nazwa honoruje Arsinoe II, królową Egiptu, w pobliżu pałacu której odkryto jego szczątki.